# Semi-liberté
En pénologie, la semi-liberté est un régime de liberté surveillée imposé à un individu condamné en vue de son éventuelle réinsertion sociale. 

## Droit par pays

### Canada
En droit pénal canadien, la semi-liberté (anglais : day parole) est un type de mise en liberté sous caution qui «  permet à un délinquant de participer à des activités dans la collectivité pour se préparer à la libération conditionnelle totale ou à la libération d'office ».  Ces personnes ont l'obligation de rentrer chaque soir dans un foyer de transition ou un établissement résidentiel communautaire, sauf s'ils obtiennent autrement une autorisation de la Commission des libérations conditionnelles du Canada.

### France
En droit français, la semi-liberté est un régime d'exécution des peines privatives de liberté, permettant au condamné d'exercer à l'extérieur de l'établissement pénitentiaire une activité professionnelle, de suivre un enseignement, une formation professionnelle, un stage, de suivre un traitement médical, de participer à la vie de sa famille, tout autre temps disponible étant nécessairement passé à l'intérieur de la prison.